# 福尔图娜杜塞尔多夫

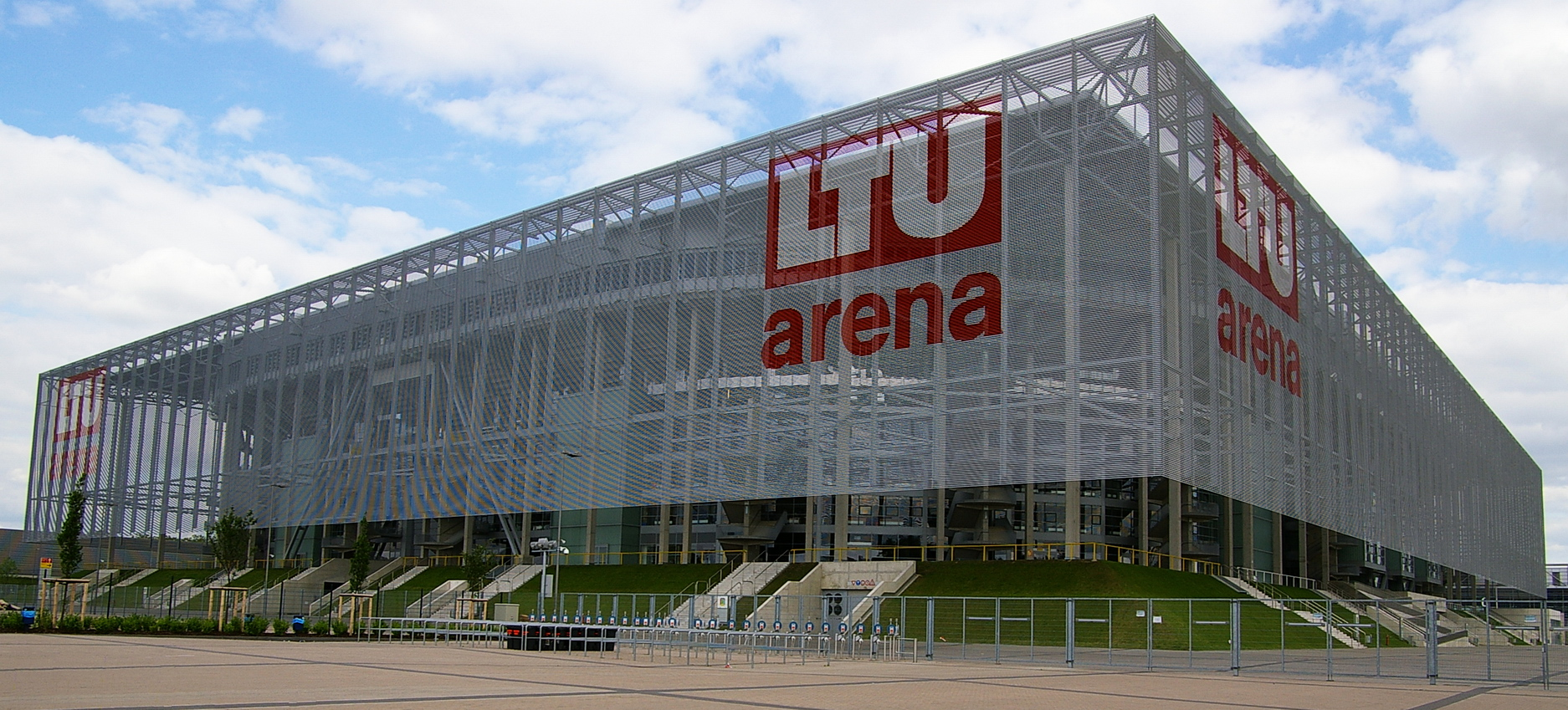
LTU竞技场

福尔图娜杜塞尔多夫（Fortuna Düsseldorfⓘ）是位於德國北莱茵-威斯特法伦杜塞尔多夫的職業足球會，現時在德國足球乙級聯賽中作賽。

## 球會歷史
杜塞尔多夫創立於1895年，1913年開始加入聯賽，1927年第一次贏得地區聯賽冠軍，1928年第一次有球員(Ernst Albrecht)入選德國國家足球隊。1929-1931年連贏三屆地區聯賽冠軍之後，晉升到德國西部聯賽(Western German football championship)，1933年第一次贏得德國全國聯賽冠軍，並且是第一隊在決賽圈不失一球的冠軍球隊。
戰後初期，杜塞尔多夫戰績欠佳，因此未能成為1963年創立的德國足球甲級聯賽的16支創始球隊，1966-67年度賽季才第一次升級。

## 主場球場
杜塞尔多夫的主場球場是位於杜塞尔多夫莱茵河河畔的LTU竞技场（LTU-Arena），耗資2億4,000萬歐元，於2004年落成揭幕，可容51,500名觀眾，球場設有可關閉的頂蓋。球場現時由當地航空公司「LTU國際」（LTU International）贊助的冠名合約於2009年6月30日結束，由7月1日開始更名為思捷环球竞技场（Esprit Arena），思捷環球的冠名權為期五年。
LTU竞技场除用作英式足球比賽外，於2005-07年曾成為歐洲美式足球聯盟球隊萊恩火焰（Rhein Fire）的主場進行美式足球比賽。由於德甲球會利華古遜的主場拜耳竞技场（BayArena）進行重建，於2008/09年球季下半季開始借用LTU竞技场作為臨時主場。

## 榮譽
- 德國足球冠軍
  - 冠軍：1932/33年；
  - 亞軍：1935/36年；
- 德西足球冠軍
  - 冠軍：1930/31年；
- 下莱茵省际联赛
  - 冠軍：1935/36年、1936/37年、1937/38年、1938/39年、1939/40年；
- Berzirksliga Berg-Mark (I)
  - 冠軍：1926/27年、1928/29年、1930/31年、1932/33年、1946/47年；
- 德國足球地區聯賽（西部賽區）〈第二級〉
  - 冠軍：1965/66年；
- 德國足球乙級聯賽
  - 冠軍：1988/89年；
- 德國足協盃：
  - 冠軍：1979年、1980年；
  - 亞軍：1937年、1957年、1958年、1962年、1978年；
- 歐洲盃賽冠軍盃
  - 亞軍：1979年；

## 著名球員
共有25名杜塞尔多夫球員曾代表德國國家足球隊，合共上陣240場。
- 克劳斯·阿洛夫斯（Klaus Allofs），效力期間兩奪德國足協盃，國家隊前鋒。
- 托马斯·阿洛夫斯（Thomas Allofs），克劳斯的弟弟，同期效力。
- 尤普·德瓦尔（Jupp Derwall），國家隊教練。
- 托尼·图雷克（Toni Turek），1954年世界盃決賽號稱「伯爾尼奇蹟」的國家隊門將。

## 外部連結
- Official team website
- The Abseits Guide to German Soccer （页面存档备份，存于）